# ناجارجونا
ناجارجونا (Nāgārjuna) (بالـديوناكري: नागार्जुन، وبالتيلجو: నాగార్జున، وبالـتبتية: ཀླུ་སྒྲུབ་ klu sgrub، وباللغة الصينية: 龍樹، وبالسنهالية නාගර්පුන( (سرك 150–250 قبل الميلاد) هو أحد أهم المعلمين والفلاسفة البوذيين. يرجع الفضل إلى ناجاجورنا، بالاشتراك مع تلميذه آرياديفا (Āryadeva)، في تأسيس مدرسة المادهياماكا،التابعة لفلسفة ماهايانا الـبوذية. كما يُنسب إلى ناجارجونا أيضًا تطوير فلسفة نصوص براجناباراميتا (Prajñāpāramitā). وتشير بعض المصادر إلى أن النصوص الموجودة حاليًا تم استعادتها من مملكة الناجا ( nāga-s) (مملكة أرواح الثعابين/التنانين)، ويتم ربطها أحيانًا أيضًا بجامعة نالاندا (Nālandā) البوذية.

## روابط خارجية
- ناجارجونا على موقع الموسوعة البريطانية (الإنجليزية)